# Yannick Deichmann
Yannick Deichmann (* 13. August 1994 in Hamburg) ist ein deutscher Fußballspieler. Der offensive Mittelfeldspieler steht beim FC Ingolstadt 04 unter Vertrag.

## Karriere
Deichmann wechselte 2009 vom FC St. Pauli zu den C-Junioren des Hamburger SV. Im Juli 2012 ging er zu Borussia Dortmund, wo er bis zum Ende seiner A-Jugendzeit blieb. Zur Saison 2013/14 kehrte er zum FC St. Pauli zurück und spielte mit dessen zweiter Mannschaft in der Regionalliga Nord. Am 24. Mai 2014 erzielte er beim 2:1-Sieg beim BV Cloppenburg mit dem Tor zur 1:0-Führung nach 29 Minuten sein erstes Pflichtspieltor. Zur Spielzeit 2015/16 rückte Deichmann zur ersten Mannschaft auf, kam aber auch weiterhin für die U-23 zum Einsatz. Am 16. August 2015 debütierte er beim 3:2-Sieg im Heimspiel gegen die SpVgg Greuther Fürth in der 2. Bundesliga und kam in der Saison auf insgesamt vier Einsätze für die erste Mannschaft.
Zur Saison 2016/17 wechselte Deichmann zum Drittligisten VfR Aalen, bei dem er einen Zweijahresvertrag unterschrieb.
Seit der Spielzeit 2017/18 spielt Deichmann beim VfB Lübeck. Dort gehörte er unter dem Cheftrainer Rolf Martin Landerl direkt zum Stammpersonal und absolvierte 32 Spiele (27-mal von Beginn) in der Regionalliga Nord, in denen er 5 Tore erzielte. In der Saison 2018/19 folgten 33 Einsätze (26-mal von Beginn), in denen er 4 Tore erzielte. Die Saison 2019/20 wurde aufgrund der COVID-19-Pandemie im März unter- und schließlich abgebrochen. Der VfB Lübeck hatte zu diesem Zeitpunkt 25 Spiele absolviert und stand auf dem 1. Platz. Deichmann kam bis dahin 24-mal (22-mal von Beginn) zum Einsatz und erzielte 7 Tore. Der VfB Lübeck wurde zum Meister und Aufsteiger in die 3. Liga erklärt, da die Nord-Staffel in dieser Saison den Direktaufsteiger stellte. In der Saison 2020/21 war Deichmann mit 37 Drittligaeinsätzen (alle von Beginn) Stammspieler und mit 8 Toren der beste Torschütze des Aufsteigers, der am Saisonende jedoch wieder abstieg. Anschließend verließ er den Verein mit seinem Vertragsende.
Zur Saison 2021/22 schloss sich Deichmann dem TSV 1860 München an und konnte sich in den folgenden zwei Saisons als Stammspieler etablieren.
Im Sommer 2023 wechselte er ligaintern zum FC Ingolstadt 04.

## Erfolge
- Aufstieg in die 3. Liga als Meister der Regionalliga Nord: 2020 (VfB Lübeck)
- SHFV-Pokalsieger: 2019 (VfB Lübeck)
- Bayerischer Landespokal: 2024 (FC Ingolstadt)